# Bartolomeo Rastrelli

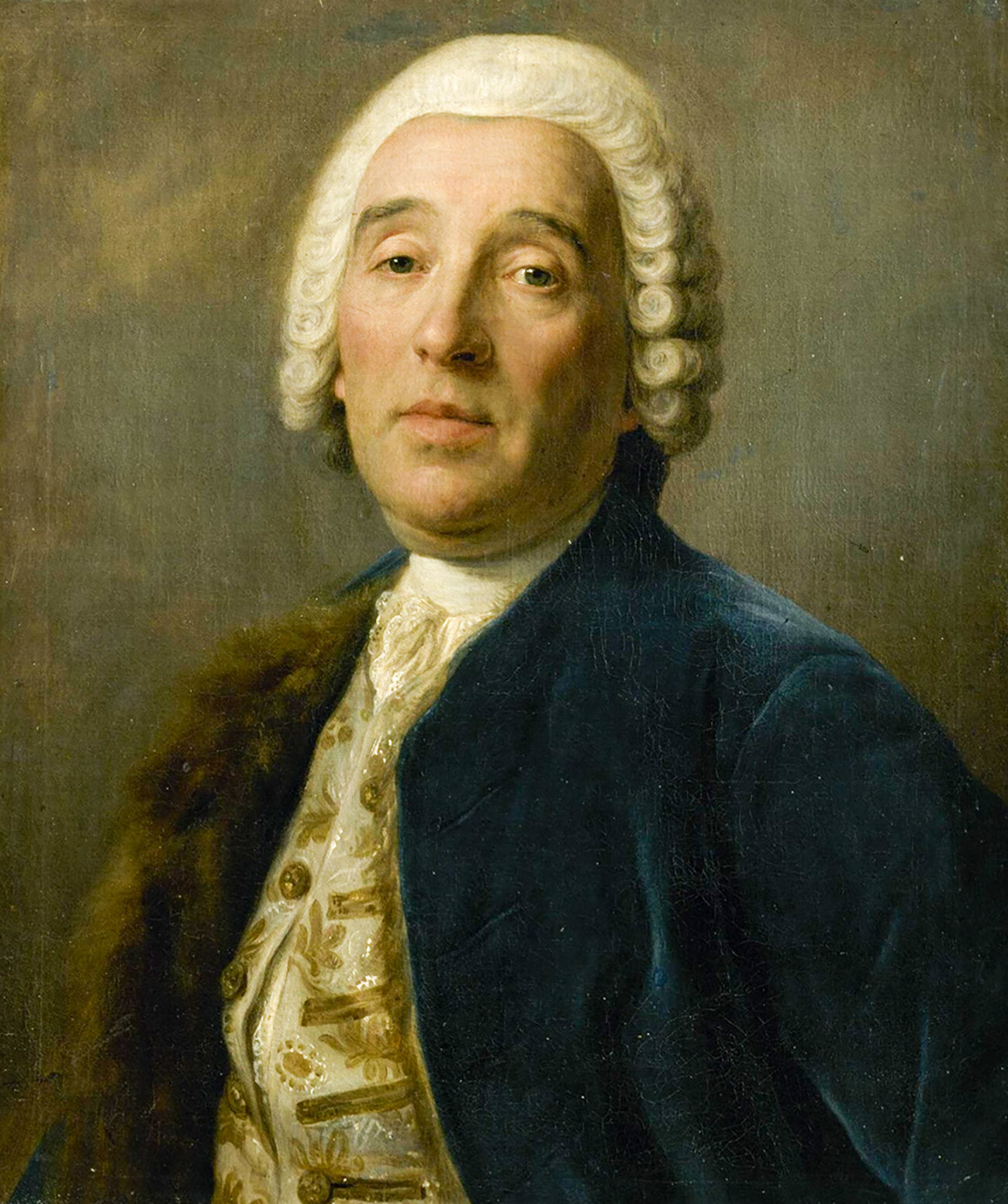
Bartolomeo Rastrelli

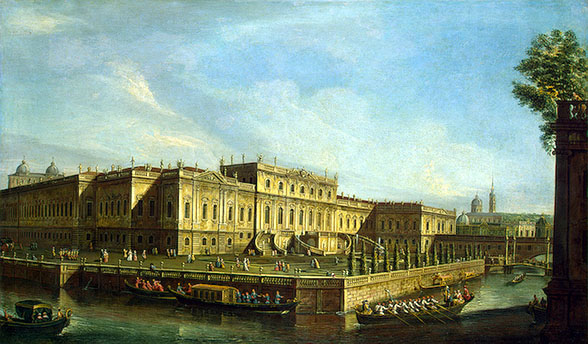
Sommarpalatset i Sankt Petersburg (1741-1744, totalförstört 1797).

Bartolomeo Francesco Rastrelli, född 1700, död 1771, var en italiensk arkitekt. Han reste tillsammans med sin far skulptören Carlo Bartolomeo Rastrelli (1675-1744) 1715 till Ryssland och kom att arbeta större delen av sitt liv i landet.
Rastrellis mest kända byggnader är bland annat Vinterpalatset och Sommarpalatset som brann ner till grunden 1797 i Sankt Petersburg och Katarinapalatset i Tsarskoje Selo. Rastrelli finns representerad vid bland annat Nationalmuseum i Stockholm.